# Thế vận hội Mùa đông 1968
Thế vận hội Mùa đông 1968, hay Thế vận hội Mùa đông X, được tổ chức từ 6 tháng 2 đến 18 tháng 2 năm 1968 tại Grenoble (Pháp). Tất cả có 37 quốc gia tham dự.

## Các quốc gia tham dự
| - Argentina - Úc - Áo - Bulgaria - Canada - Chile - Tiệp Khắc - Đan Mạch - Phần Lan - Pháp (chủ nhà) - Đông Đức - Tây Đức |  | - Anh Quốc - Hy Lạp - Hungary - Iceland - Ấn Độ - Iran - Ý - Nhật Bản - Hàn Quốc - Liban - Liechtenstein - Mông Cổ - Maroc |  | - Hà Lan - New Zealand - Na Uy - Ba Lan - România (30) - Tây Ban Nha - Thụy Điển - Thụy Sĩ - Thổ Nhĩ Kỳ - Hoa Kỳ - Liên Xô - Nam Tư |

## Môn thi đấu
| - Trượt tuyết đổ đèo - Hai môn phối hợp - Xe trượt lòng máng - Trượt tuyết băng đồng - Trượt băng nghệ thuật | - Khúc côn cầu trên băng - Trượt băng nằm ngửa - Hai môn phối hợp Bắc Âu - Trượt tuyết nhảy xa - Trượt băng tốc độ |

## Bảng tổng sắp huy chương
| 1  | Na Uy (NOR)          | 6 | 6 | 2 | 14 |
| 2  | Liên Xô (URS)        | 5 | 5 | 3 | 13 |
| 3  | Pháp (FRA) (chủ nhà) | 4 | 3 | 2 | 9  |
| 4  | Ý (ITA)              | 4 | 0 | 0 | 4  |
| 5  | Áo (AUT)             | 3 | 4 | 4 | 11 |
| 6  | Hà Lan (NED)         | 3 | 3 | 3 | 9  |
| 7  | Thụy Điển (SWE)      | 3 | 2 | 3 | 8  |
| 8  | Tây Đức (FRG)        | 2 | 2 | 3 | 7  |
| 9  | Hoa Kỳ (USA)         | 1 | 5 | 1 | 7  |
| 10 | Đông Đức (GDR)       | 1 | 2 | 2 | 5  |
| 10 | Phần Lan (FIN)       | 1 | 2 | 2 | 5  |